# Reem Alabali-Radovan
Reem Alabali-Radovan (ur. 1 maja 1990 w Moskwie) – niemiecka polityk i politolog irackiego pochodzenia, działaczka Socjaldemokratycznej Partii Niemiec (SPD), deputowana do Bundestagu, od 2025 minister ds. współpracy gospodarczej i rozwoju w rządzie Friedricha Merza.

## Życiorys
W 2008 ukończyła szkołę średnią w Gymnasium Fridericianum w Schwerinie, a w 2013 studia licencjackie z nauk politycznych na Wolnym Uniwersytecie w Berlinie. Pracowała w stołecznym instytucie Deutsches Orient-Institut i w organizacji gospodarczej NUMOV. W 2015 została urzędniczką w administracji Meklemburgii-Pomorza Przedniego, m.in. kierowała biurem pełnomocnika ds. integracji, a w latach 2020–2021 sprawowała funkcję pełnomocnika ds. integracji.
Działaczka Socjaldemokratycznej Partii Niemiec. W wyborach w 2021 po raz pierwszy uzyskała mandat deputowanej do Bundestagu. Z powodzeniem ubiegała się o poselską reelekcję w 2025. 
W latach 2021–2025 pełniła funkcję ministra stanu ds. migracji, uchodźców i integracji przy Urzędzie Kanclerza Federalnego, a w latach 2022–2025 także pełnomocnika rządu federalnego ds. zwalczania rasizmu. W maju 2025 została powołana na stanowisko ministra ds. współpracy gospodarczej i rozwoju w utworzonym wówczas gabinecie Friedricha Merza.

## Życie prywatne
Urodziła się w Moskwie jako dziecko imigrantów z Iraku. W połowie lat 90. jej rodzina osiedliła się w Niemczech, gdzie przez pewien czas mieszkała w ośrodku dla uchodźców. Zamężna z Denisem Radovanem, zawodowym bokserem.